# Poličná
Poličná (deutsch Politschen, früher Policzna) ist eine Gemeinde in Tschechien. Sie liegt zwei Kilometer westlich von Valašské Meziříčí und gehört zum Okres Vsetín.

## Geographie
Poličná erstreckt sich am nordöstlichen Fuße der Hostýnské vrchy am Übergang zur Kelčská pahorkatina im Tal des Baches Loučka. Das Dorf liegt linksseitig der Vsetínská Bečva, die sich am nordöstlichen Ortsrand von Poličná mit der Rožnovská Bečva zur Bečva vereinigt. Nördlich erhebt sich die Strážka (424 m), im Nordosten der Junákov und Němčíkův kopec, südlich die Píšková (578 m) sowie im Südwesten der Petříkovec (532 m). Durch Poličná verläuft die Eisenbahn zwischen Holešov und Valašské Meziříčí. Eine Bahnstation besteht nicht.
Nachbarorte sind Hájky, Bojkov, Juřinka, Na Hrně und Vrbí im Norden, Štěpnice und Krásno nad Bečvou im Nordosten, Valašské Meziříčí im Osten, Kotlina, Podlesí und Jarcová im Südosten, Úlehla, Bražiska, Paseky u Revíru und Vanová im Süden, Trnové, Na Pasekách, Oznice und Dolní Dvůr im Südwesten, Zavadilka und Branky im Westen sowie Háje, Vystrkov und Lhota im Nordwesten.

## Geschichte
Das Dorf entstand wahrscheinlich vor 1270 zusammen mit Branky im Zuge der großen Kolonisationsphase durch das Bistum Olmütz. Die erste schriftliche Überlieferung von Arnoltovicz erfolgte im Jahre 1310. Bereits 1307 wurde Georgius Arnoltovicz, dessen Vater als Erbauer der Burg Arnoltovice angesehen wird, als Marschall des Bischofs Johannes VI. von Waldstein genannt. Im Jahre 1389 übergab Heinrich de Arnoltowicz und Bělá die Burg mit der Stadt Meziříčí, dem Dorf Arnoltowicz und einer Mühle an der Bečva an Bischof Nikolaus von Riesenburg. Westlich von dem am Fuße des Burghügels gelegenen Arnoltowicz bestand eine weitere Ansiedlung, die 1391 erstmals als Paliczna erwähnt wurde. Aus dem Jahre 1396 ist die Existenz der beiden Dörfer Arnoltowicz und Policzna überliefert. Nordwestlich befand sich das seit 1392 Dorf nachweisliche Dorf Drozdova Lhota, das ab 1437 Radslavova Lhota genannt wurde und am Übergang vom 16. zum 17. Jahrhundert bis auf den Hof Vystrkov erlosch. Im Jahre 1449 ist erstmals die Namensform Poličná nachweisbar. In der Mitte des 15. Jahrhunderts wurde Sitz der bischöflichen Lehnsherrschaft Arnoltowicz nach Meziříčí verlegt. Am Übergang vom 15. zum 16. Jahrhundert erlosch die Burg. Poličná bestand 1516 aus 27 Wirtschaften, einer Vogtei und einer Mühle. Das am Handelsweg nach Kroměříž gelegene Dorf war damit genau so groß wie das Städtchen Rožnov. Die letzte Erwähnung eines Dorfes Araltowicze erfolgte 1557, es verschmolz mit Poličná zu einer Einheit. Das älteste Ortssiegel von Poličná stammt aus dem 18. Jahrhundert. Die Bewohner des Dorfes lebten vorwiegend von der Landwirtschaft. Im 19. Jahrhundert hielt das Steinschleiferhandwerk Einzug. Der erste Schulunterricht wurde im Jahre 1804 abgehalten und um 1830 ein Schulhaus errichtet. 1832 entstand südlich des Dorfes in den Hostýnské vrchy das Forsthaus Revír. Im selben Jahre errichtete der Schützenverein Meziříčí auf den Fluren von Poličná gegenüber dem Zusammenfluss der beiden Bečvas seinen Schießplatz. Im Jahre 1835 bestand Poličná aus 144 Häusern und hatte 898 Einwohner. Bis zur Mitte des 19. Jahrhunderts blieb Poličná immer zur Herrschaft Meziříčí untertänig.
Nach der Aufhebung der Patrimonialherrschaften bildete Poličná/Policzna ab 1850 eine Gemeinde in der Bezirkshauptmannschaft Valašské Meziříčí. Zwischen 1885 und 1888 wurde die Eisenbahnstrecke zwischen Holešov und Valašské Meziříčí errichtet. Neben weiteren Gewerbebetrieben gab es 1924 in Poličná eine Dampfsäge und ein Wasserkraftwerk. Im Jahre 1950 wurde ein neues Schulhaus eingeweiht. Nach der Aufhebung des Okres Valašské Meziříčí wurde Poličná 1960 dem Okres Vsetín zugeordnet. Am 1. Januar 1976 erfolgte die Eingemeindung nach Valašské Meziříčí. Der Schießplatz wird heute von Sportschützen für Lang- und Kurzwaffen genutzt und ist auch öffentlich zugänglich.
Am 21. April 2012 entschieden sich die Einwohner des Ortes für eine Abtrennung von Valašské Meziříčí, sodass Poličná ab dem 1. Januar 2013 wieder eigenständige Gemeinde ist.

## Gemeindegliederung
Zu Poličná gehören die Ansiedlungen Kotlina, Paseky u Revíru, Štěpnice, Úhlehla und Vystrkov (Lhotsko-Hof).

## Sehenswürdigkeiten
- Marienkapelle in Kotlina, errichtet 1940 nach Plänen des Architekten Josef Místecký anstelle eine Vorgängerbaus aus dem Jahre 1895
- Mariensäule im westlichen Teil des Dorfes
- Steinernes Wegekreuz am östlichen Ortsausgang, geschaffen 1775
- Betsäule
- Burgstall Arnoltovice
- Denkmal für die hingerichteten Partisanen, an der Brücke über die Vsetínská Bečva

## Söhne und Töchter des Ortes
- Václav Kašlík (1917–1989), Komponist und Dirigent